# オープンナレッジ財団
オープンナレッジ財団（オープンナレッジざいだん、英: Open Knowledge Foundation、OKF）は、コンテンツとデータの両方を含むオープンナレッジの促進を目的とした、グローバルな非営利ネットワークである。2004年5月20日にルーファス・ポロックによってケンブリッジ（イギリス）で設立された。イングランドおよびウェールズにおいて、保証有限会社として法人化されている。2016年5月から2019年5月までの間、本組織は「Open Knowledge International」と称していたが、2019年5月に「Open Knowledge Foundation」へと名称を戻すことを決定した。

## 目的
オープンナレッジ財団の目的は以下の通りである。
- オープンナレッジの概念とその意義を広める。
- OKConなどのオープンナレッジ関連イベントを開催する。
- 「Open Economics」や「Open Shakespeare」のようなオープンナレッジプロジェクトに取り組む。
- KnowledgeForgeサービスやCKANなど、オープンナレッジプロジェクト、コミュニティ、リソースのためのインフラや拠点を提供する。
- イギリス、ヨーロッパ、国際レベルでオープンナレッジに関する問題に取り組む。

## 関係者
レナータ・アビラ・ピントは2021年10月にオープンナレッジ財団のCEOに就任した。2019年2月から2020年8月まではキャサリン・スティラーがCEOを務め、その後クリエイティブ・コモンズのCEOとなった。2015年から2017年の間はパーヴェル・リヒターがCEOを務めており、それ以前にはウィキメディア・ドイツの事務局長を務めていた。
オープンナレッジ財団の諮問委員会には、オープンアクセス、オープンデータ、オープンコンテンツ、オープンサイエンス、データ可視化、デジタル権の分野の人物が含まれている。2015年時点のメンバーは以下の通りである。
- アンドリュー・ストット
- ベッキー・ホッジ（英語版）
- ベンジャミン・マコ・ヒル
- カロリーナ・ロッシーニ（英語版）
- クリストファー・コービン
- ダニエル・ディートリッヒ
- デニス・パルフェノフ（英語版）
- ピーター・マレー・ラスト
- ゼーレン・アウアー
- グリン・ムーディ（英語版）
- ハンネス・ガッセルト
- リン・M・コームズ＝ハード
- ジョーダン・S・ハッチャー
- ジョー・ウォルシュ
- マーク・サーマン
- メイヨー・フスター・モレル（英語版）
- ナット・トーキントン
- ピーテル・コルパート
- ハンス・ロスリング
- ジョン・ノートン（英語版）
- ナイジェル・シャドボルト（英語版）
- パナギオティス・バミディス
- ピーター・スーバー（英語版）
- ヤソダラ・コルドバ（英語版）

## ネットワーク
2018年時点で、オープンナレッジ財団は11の公式チャプターと38のグループを各国に有していた。2022年11月、オープン・ナレッジ・ネットワークは2つの新たなプロジェクトとともに再始動された。
また、19のワーキンググループを支援している。
- ロビー活動の透明性
- オープンアクセス
- オープン・ビブリオグラフィー
- オープンの定義
- オープンデザイン運動（英語版）
- オープン・ディベロップメント
- オープン・エコノミクス
- オープンエデュケーション
- オープンGLAM
- オープン・ガバメント・データ
- オープン・ヒューマニティーズ
- オープン・リングイスティクス
- オープン・プロダクト・データ
- オープンサイエンス
- オープンスペンディング
- オープン・サステナビリティ
- オープン・トランスポート（プロジェクト）
- パーソナル・データとプライバシー
- パブリックドメイン

## 活動
オープンナレッジ財団のプロジェクトの多くは技術的性格を持つ。中でも最も顕著なプロジェクトであるCKANは、世界各国の政府が保有するデータのオープンカタログをホストするために使用されている。
オープンナレッジ財団は、半独立型のプロジェクトが発展できるようなインフラを提供することによって目標を支援する傾向がある。このような組織化のアプローチは、初期のプロジェクトの1つがKForgeプラットフォーム上で動作するプロジェクト管理サービス「ナレッジフォージ（KnowledgeForge）」であったことからも示唆される。ナレッジフォージは、オープンナレッジに関連するプロジェクトを管理するためのスペースを分野別のワーキンググループに提供する。より広い意味では、プロジェクトのインフラは技術的側面と対面的側面の両方を含む。財団は仮想的な議論のために数十のメーリングリストをホストし、リアルタイムでの通信にはIRCを利用し、イベントの開催も行っている。

### アドボカシー
オープンナレッジ財団は、オープンエデュケーショナルリソースのような類似分野で活動する団体と積極的に連携している。
オープンナレッジ財団は、オープン性に関する用語の曖昧さを明確にしようとする試みであるオープンの定義や、Open Software Service Definitionの作成に携わってきた。さらに、オープンデータベースライセンス（ODbL）の開発も支援している。
技術分野以外でも、オープンナレッジ財団は広くオープン性の提唱に関わっている。これには、報告書の起草支援、協議の促進、およびガイドの作成が含まれる。
オープンナレッジ財団の創設者の1人であり現職の理事会書記でもあるルーファス・ポロックは、イギリス政府の公共部門透明性委員会に所属している。
Prototype Fundはドイツのオープンナレッジ財団によるプロジェクトであり、ドイツ連邦教育研究省（BMBF）によって資金提供されている。これは、革新的なオープンソースソフトウェアを開発するドイツのソフトウェア開発者向けの、敷居の低い資金援助プログラムである。

### 技術的側面

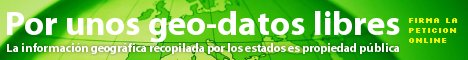
スペイン語のGeodataプロジェクトのバナー

OpenGLAMのロゴ

オープンナレッジ財団はオープンソース技術の活用に強い関心を示している。ソフトウェアプロジェクトはGitというバージョン管理ソフトウェアを利用するGitHub上でホスティングされている。以下にいくつかのプロジェクトを示す。
- CKAN — メタデータを保存するツールであり、政府が自らのデータのカタログを迅速かつ低コストで提供できるようにする[20]。
- Datahub[21] — インターネット上に存在する有用なデータセットの共同管理型カタログ。データの種類と使用条件に応じて、Datahubはデータのコピー保存やデータベースでのホスティング、基本的な可視化ツールの提供も可能である。
- Frictionless Data[22] — データ公開のための標準とツールの集合体。
- Open Bibliography — 書誌情報資源のカタログ化およびそれを扱い公開するツールの構築を目的とした広義の取り組み[23][24]。特にパブリックドメインの著作物およびその判定ツールに重点を置いている。例としてBibliographica、Public Domain Works、Open Shakespeare[25]、Open Text Book[26]、The Public Domain Review（英語版）[27]がある。
- OpenGLAM[28] — GLAM（ギャラリー、図書館、アーカイブ、美術館）が保有するデジタル・ヘリテージ（英語版）への自由かつオープンなアクセスを推進する取り組み[29]。OpenGLAMは、DM2E（Digitised Manuscripts to ヨーロピアナ）プロジェクトの一環として欧州委員会から共催資金を得ている[30]。
- Open Economics[31]
- Open Knowledge Forums[32]
- Information Accessibility Initiative
- Open geodata[33]
- オープンデータライセンスに関するガイド
- Get the Data — データセットの取得方法に関する質疑応答用ウェブサイト
- POD（プロダクト・オープン・データ）

### イベント
オープンナレッジ財団は、多くの関連団体との協働を、自らが主催するイベントを通じて行っている。代表的なイベントは「オープン・ナレッジ・カンファレンス」（OKCon）であり、2007年以降、断続的に開催されている。他にも、データの可視化や自由な情報ネットワークインフラストラクチャに関するイベントも開催されている。
オープンナレッジ財団は毎年インターナショナル・オープンデータ・デイを支援している。

### パントン原則とフェローシップ（科学におけるオープンデータ）
2010年のパントン原則（科学におけるオープンデータ）は、オープンナレッジの関係者による大きな貢献があった。2011年にはジョナサン・グレイとピーター・マレー・ラストがOSFからの資金提供を受けて、ソフィー・カーショウとロス・マウンスが担当する2つのフェローシップを獲得した。2013年、OKFはコンピューター通信産業協会からのスポンサーシップを獲得し、3つのフェローシップがローズマリー・グレイブス、サム・ムーア、ピーター・クラカーに授与された。

### その他

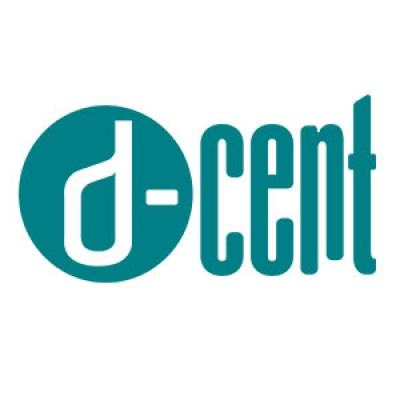
D-CENT ロゴ

オープンナレッジ財団は、「Apps for Europe」およびD-CENTも支援している。D-CENTは、7カ国からのデータを共有・整理するために設立された欧州プロジェクトであり、2013年10月から2016年5月まで運営された。